# Jutta Burggraf
Jutta Burggraf (Hildesheim, Alemanya, 1952 - Pamplona, 5 de novembre de 2010) fou una teòloga alemanya, escriptora de més d'una vintena de llibres i professora universitària. És considerada activista dels drets socials i polítics de les dones, del nou feminisme, de la persona homosexual i de l'obertura als altres.
Doctora en psicopedagogia per la Universitat de Colònia (1979) i en teologia per la Universitat de Navarra (1984), fou professora de l'Institut Acadèmic Internacional de Kerkrade des del 1989 i de la Universitat de Navarra des del 1996. Investigà sobre l'ecumenisme, la teologia de la creació, la teologia de la dona o el feminisme. Sobre aquestes qüestions publicà més de 20 llibres, participà en més de 70 llibres col·lectius, va fer més de 70 articles i participà en diversos congressos internacionals. Co-dirigí la revista alemanya Mariologisches, dirigí una col·lecció de l'editorial Promesa (Costa Rica), fou membre del Consell Científic del Internationaler Mariologischer Arbeitskreis Kevelaer (Alemanya) i membre de la Pontifícia Acadèmia Mariana Internacinonal.